# Vicente Piragibe
Vicente Ferreira da Costa Piragibe (Rio de Janeiro, 2 de junho de 1879 — Rio de Janeiro, 23 de janeiro de 1959) foi um jornalista e jurista brasileiro.

## Biografia
Filho de Alfredo Ferreira Piragibe, membro da Academia Imperial de Medicina, e neto de Vicente Ferreira da Costa Piragibe, homônimo, que era Brigadeiro do Exercito com naturalidade  da vila de S. Vicente das Lavras, no  Ceará, a 22 de Janeiro de 1810. Bisneto do tabelião José Mauricio da Costa Ferreira.
Formou-se em Direito pela Faculdade de Direito do Rio de Janeiro em 1902. Redator do Correio da Manhã, diretor de A Época, deputado e desembargador na corte de apelação do antigo Distrito Federal. Autor do Dicionário de jurisprudência penal do Brasil (1931) e da Consolidação das Leis Penais, também chamado de Código Piragibe, documento aprovado pelo Decreto 22.213 de 14 de dezembro de 1932 no Governo de Getúlio Vargas e adotado como estatuto Penal brasileiro, até à entrada em vigor do Código Penal de 1940.
Esteve preso por fazer oposição ao governo de Hermes da Fonseca.
Em 1941 participou do movimento de criação da Associação dos Magistrados Brasileiros (AMB) e integrou a comissão que elaborou o terceiro Código Eleitoral do Brasil, adotado pelo Decreto-Lei 7.586, de 28 de maio de 1945.
Presidiu o Tribunal Superior Eleitoral e, em 1946, participou da primeira sessão do Supremo Tribunal Federal após a promulgação da Constituição Brasileira de 1946.